# Русский язык в Болгарии

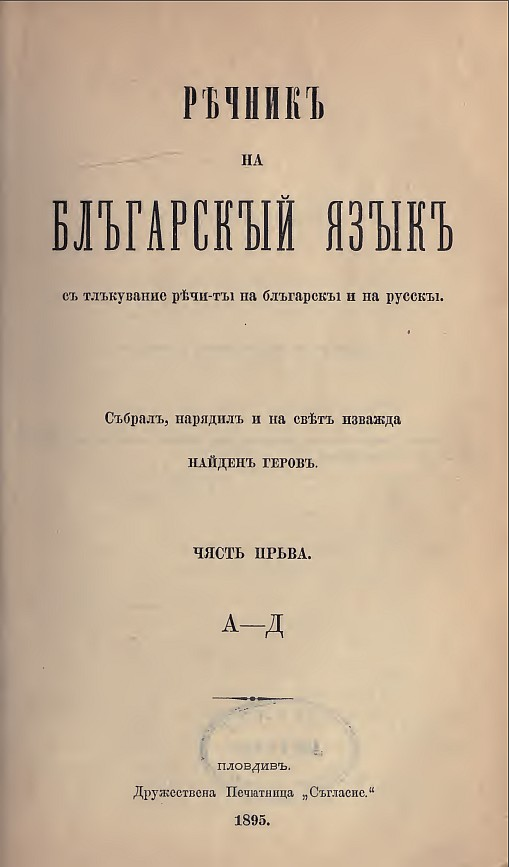
Титульный лист I тома «Словаря болгарского языка с толкованием на болгарском и на русском» Найдена Герова, 1895

Традиция изучения русского языка в Болгарии была заложена во второй половине XIX века, хотя взаимное влияние русского и болгарского языков имеет гораздо более длительную историю. По отношению к древности следует говорить о влиянии старославянского («староболгарского») языка на древнерусский. 
После освобождения Болгарии от османского владычества при деятельном участии России, популярность русского языка в стране постоянно росла, вне зависимости от смены политических формаций двух стран, двигавшихся в едином историческом русле на протяжении XX века, вплоть до распада Восточного блока и Советского Союза в конце 1980-х — начале 1990-х годов. К этому времени Болгария располагала мощной национальной школой русистики, созданной при активном участии СССР, и почти все её граждане в той или иной степени владели русским языком. 
После преодоления кризиса 1990-х годов русский язык в Болгарии возвращает утраченные позиции и к началу 2020-х занимает второе место по популярности среди жителей страны, уступая только английскому языку. В Болгарии действует развитая инфраструктура обучения русскому языку, охватывающая детские сады, школы и вузы, многие из которых имеют кафедры русистики. 

## История

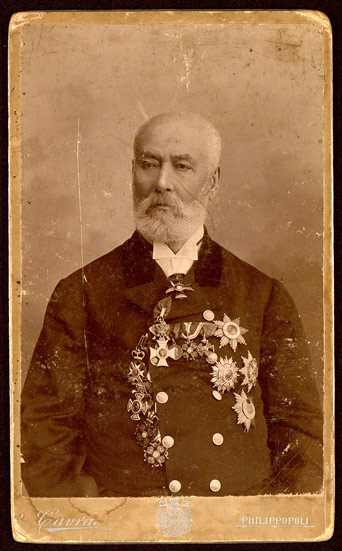
Найден Геров — автор «Словаря болгарского языка с толкованием на болгарском и русском» (1895—1904)

В течение истории болгарский и русский языки оказывали друг на друга взаимное влияние. Изначально старославянский — или «староболгарский» в болгарской лингвистической традиции — оказывал влияние на древнерусский язык (с VII—VIII по XIV—XV века). Более того, болгарская традиция относит к болгарам и братьев Кирилла и Мефодия, создателей общеславянской письменности. В период Второго Болгарского царства (XII—XIV век) в монастырях Афона и Константинополя болгары активно взаимодействовали с книжниками Руси. Во второй половине XIV века болгарским патриархом Евфимием Тырновским была осуществлена реформа болгарского литературного языка, повлиявшая и на русскую письменность. Затем в истории Болгарии начался тяжёлый и продолжительный период османского владычества, приведший к утрате лидерства на славянском языковом пространстве.
Во время болгарского национального возрождения (конец XVIII—XIX вв.) уже русский извод церковнославянского языка оказывает сильное влияние на болгарских писателей, готовя почву для последующего влияния самого русского языка. Между болгарской и русской культурой завязываются тесные связи, прежде всего в сфере просвещения. Многие болгарские юноши проходили обучение в Российской империи. В 1845 году Ришельевский лицей в Одессе окончил будущий болгарский фольклорист, лингвист, писатель и просветитель Найден Геров. Приняв российское подданство, он вернулся в Болгарию, в свой родной город Копривштицу, где основал первую в стране двухклассную школу, названную в честь Святых Кирилла и Мефодия. Наряду с основными общеобразовательными дисциплинами в этой школе изучался и русский язык, а вскоре подобные школы стали открываться по всей Болгарии. Делом всей жизни Найдена Герова стало издание пятитомного «Словаря болгарского языка с толкованием на болгарском и на русском», материалы для которого просветитель собирал и обрабатывал около 50 лет.
В 1854 году начало свою деятельность Болгарское настоятельство в Одессе — благотворительное общество, собиравшее пожертвования с проживавших в России болгар для помощи в поддержании и учреждении училищ в Болгарии, а также для оплаты обучения болгарских юношей в российских учебных заведениях. В 1858 году Одесское настоятельство получило «высочайшее разрешение», и в том же году в Москве был основан Славянский комитет — благотворительное общество, финансировавшее учёбу болгар в России, а позднее также поддерживавшее русские школы в районах расселения западных славян. В дальнейшем отделения Комитета были созданы в Санкт-Петербурге (1868) и Киеве (1869), а также было учреждено Одесское славянское благотворительное общество имени Св. Кирилла и Мефодия (1870). Все эти учреждения и их отделения координировали свою деятельность между собой.
В этот период болгарские книжники стали активно осваивать русскую литературу и переводить её на болгарский язык, что, в свою очередь, послужило толчком к развитию болгарской литературной критики.
С победой России в очередной Русской-турецкой войне (1877—1878) Болгария была освобождена, её государственность была восстановлена. Русский язык стал обязательным учебным предметом в первых двух классах болгарской гимназии, что было обусловлено, с одной стороны, благодарностью населения к русскому народу-освободителю, а с другой — практической необходимостью общения с российскими администраторами, занимавшимися послеоккупационным обустройством страны. К этому времени начала складываться болгарская методика преподавания русского языка в средней школе, а также зародилась болгарско-русская лексикография.
Первым учебным заведением Болгарии, занявшимся подготовкой квалифицированных специалистов по русскому языку стал историко-филологический факультет Высшего училища (впоследствии — Софийского университета), основанного в 1888 году. Имена первых преподавателей предмета не сохранились. 1 сентября 1911 года в учительский состав был введён первый штатный преподаватель русского языка: им стал Орест Говорухин, русский революционер-народоволец, иммигрант, проживавший в Софии под фамилией Георгиев. Преподавательскую деятельность в университете Орест Говорухин вёл до 1925 года, после чего вернулся в Москву. Это был период зарождения болгарской академической русистики в области литературоведения, этнографии и изучения русского фольклора, связанный с именами Александра Теодорова-Балана, Ивана Шишманова и других.
В 1920-е годы Болгария становится одним из крупнейших центров русской эмиграции первой волны. Среди иммигрантов много представителей научной интеллигенции. В Софийском университете работали известные учёные-эмигранты: Н. С. Трубецкой, Г. В. Флоровский, П. М. Бицилли, М. Г. Попруженко и другие. В 1934 году в университете начинает преподавательскую и научную деятельность Н. М. Дылевский — крупнейшая фигура болгарской русистики и славистики, многолетний заведующий кафедрой русского языка.
В конце 30-х-начале 40-х годов XX в. присутствие русского языка в Софийском университете расширяется — он входит в обязательную программу обучения студентов-славистов, изучают его и студенты некоторых других специальностей. В годы Второй мировой войны обучение русскому языку в университете не прерывалось, а после войны — стремительно расширялось уже на всей территории страны. Русский язык введён как обязательный предмет во все школы (с V по XI класс) и в университетскую программу. С 1949 года было введено дополнительное, внешкольное изучение русского языка, под эгидой Всенародного комитета болгаро-советской дружбы и ряда более мелких обществ. Эти нововведения потребовали коренного пересмотра учебных программ, расширения и переквалификации преподавательского состава школ и вузов. Для решения столь масштабных реформаторских задач Министерство просвещения создало специальную комиссию, в которую вошли ведущие болгарские слависты. Для подготовки учителей русского языка были организованы экспресс-курсы повышения квалификации, причём обучались на них в основном русские, постоянно проживающие в Болгарии.
Осенью 1946 года в Софийском университете была открыта новая специальность — «Русская филология». Университет взялся за подготовку кадров в области русского языка и литературы, в том числе учителей средних школ. В 1950 году из стен университета вышли первые русисты, а в других, неязыковых вузах вскоре появились кафедры иностранных языков (основных западно-европейских и русского). Поскольку число преподавателей русского языка в Софийском университете продолжало расти, назрела потребность в двух кафедрах, которые и были созданы. Первая кафедра отвечала за подготовку студентов-русистов, а Вторая — за обучение русскому языку студентов других специальностей. Преподавательский коллектив этих кафедр, сложившийся к 1960-м годам, сохранялся почти неизменным до конца 1980-х. Его основу составляли русские с филологическим образованием, а несколько позднее к ним присоединились болгары — выпускники советских вузов и самого Софийского университета.
Трансформировалась и методика преподавания: если в 1950-е годы она разрабатывалась на базе сознательно-сопоставительного метода, то в следующем десятилетии на смену ему пришла «коммуникативно-практическая система» преподавания, ставшая «этапом перестройки преподавания русского языка на практической основе». В июле 1967 года в Софии по инициативе учёных Симеона Русакиева и Георгия Германова и при содействии Всенародного комитета болгаро-советской дружбы было создано Общество русистов Болгарии (ОРБ), через несколько месяцев ставшее одной из семи организаций-учредительниц Международной ассоциации преподавателей русского языка и литературы (МАПРЯЛ).
В разработке новых подходов к преподаванию русского языка как иностранного (РКИ) для инославян большую роль сыграли Международные симпозиумы МАПРЯЛ (1971, 1975, 1979), проводившиеся Великотырновским университетом им. Святых Кирилла и Мефодия по инициативе профессора Галины Тагамлицкой. Большое влияние на продвижение русского языка в Болгарии также оказал II-ой Международный Конгресс МАПРЯЛ в Варне (1973), посвящённый написанию учебников и пособий по РКИ.
1980-е годы стали временем наивысшего расцвета как для русского языка в Болгарии, так и для болгарской русистики, получавшей всеобъемлющую поддержку со стороны СССР. Обучение языку проводилось на основе сознательно-практического метода, разработанного советской лингводидактикой, методика преподавания РКИ поднялась до самостоятельной дисциплины, включённой в учебный план подготовки филологов ряда советских вузов. Русисты Болгарии получили в своё распоряжение огромное количество руководств, учебников, пособий, а также исследований в области методики преподавания РКИ. Болгарские филологи и преподаватели регулярно ездили на курсы повышения квалификации в Москву.
Последнее десятилетие XX века ознаменовано резким спадом востребованности и изучения русского языка в Болгарии, что было связано с глубоким экономическим, политическим и идеологическим кризисом, приведшим к распаду социалистического лагеря, а затем и Советского Союза. Потребность в двух кафедрах русского языка в Софийском университете отпала, и они были объединены в одну. Во многих вузах кафедры РКИ были и вовсе закрыты. Но и в это время работа по продвижению и изучению русского языка продолжалась. В частности, в Великотырновском университете, по-прежнему, проводились Международныe симпозиумы МАПРЯЛ (1990, 1994, 1998). К концу 1990-х годов кризис был преодолён.

### Современность
Болгария имеет сильную национальную школу русистики с богатыми традициями. В эту сферу, наряду с болгароязычными гражданами страны, вовлечено множество носителей русского языка: россиян, специалистов с пост-советского пространства, а также иммигрантов и их потомков.
После кризиса 1990-х русский язык стал постепенно возвращать себе популярность среди жителей Болгарии, и к началу 2020-х годов занимает второе место среди иностранных языков, после английского. В 2003 году для повышения качества обучения РКИ была создана национальная сеть болгарских базовых школ, включающая 45 образовательных учреждений — 39 средних и 6 высших школ/ университетов по всей территории Болгарии. Базовые школы несут функцию информационных и методических центров, поддерживающих обучение РКИ на национальном уровне. 
По данным болгарского Министерства науки и образования, в 2009 году английский язык изучали около 650 тысяч школьников, русский — около 200 тысяч, немецкий — около 160 тысяч, французский — около 20 тысяч. В 2018 году в школах и вузах Болгарии русский язык изучали 1,2 миллиона учащихся, на курсах и внеклассных занятиях — около 50 000 граждан. В преподавании русского языка заняты 4200 учебных заведений и около 6 500 преподавателей. Кроме того, действуют 3 000 групп в детских садах, где русский язык учат 62 000 детей. В болгарской школе русский язык изучается как первый иностранный язык со второго или восьмого классов, как второй иностранный язык — с девятого класса, как дополнительный по выбору — с первого по двенадцатый классы.
На 2018 год русский язык преподаётся как специальность в следующих высших учебных заведениях Болгарии:
- Софийский университет им. Св. Климента Охридского (с 1946 года)
- Великотырновский университет им. Св.св. Кирилла и Мефодия (с 1962 года)
- Пловдивский университет им. Паисия Хилендарского (с 1973 года)
- Шуменский университет им. Епископа Константина Преславского[болг.] (с 1973 года)[1]

### Организации и проекты поддержки русского языка
Помимо Общества русистов Болгарии (ОРБ) в стране действует Болгарская национальная сеть преподавателей русского языка и культуры (БНСПРЯК). Обе организации тесно сотрудничают с российскими учреждениями, такими как Государственного института русского языка им А. С. Пушкина (Москва), Российский культурно-информационный центр в Софии (РКИЦ), Русский центр (учреждён фондом «Русский мир») и др.
Российский культурно-информационный центр в Софии (РКИЦ) является представительством Россотрудничества. Был открыт в 1975 году, одно из главных направлений деятельности — поддержание и укрепление позиций русского языка в Болгарии. Центр проводит курсы русского языка и устраивает различные мероприятия в поддержку русского языка: День русского языка, День славянской письменности и культуры и др. На территории центра специалистами Гос. ИРЯ им. А. С. Пушкина проводятся экзамены по русскому языку. Аналогичные экзамены проводятся в Языковой гимназии им. Ивана Вазова (Пловдив) и Гимназии с изучением иностранных языков им. Васила Левского (Бургас).